# الاعتراف القانوني بالعلاقات المثلية في آسيا

القوانين المتعلقة بالمثلية الجنسية في آسيا
المثلية الجنسية قانونية
زواج المثليين
توفر شكل آخر من أشكال الاعتراف القانوني
مساكنة غير مسجلة
الاعتراف بزواج المثليين المنعقد في الخارج فقط، دون الاعتراف بعقده في الداخل
لا اعتراف
قيود على حرية التعبير
المثلية الجنسية غير قانونية
قانون لايتم تطبيقه، أو قانون غير واضح
عقوبة سجنية
السجن المؤبد
عقوبة الإعدام

دارت نقاشات في جميع أنحاء آسيا حول مقترحات لتقنين زواج المثليين، وكذلك الاتحادات المدنية والشراكات المسجلة بين الشركاء المثليين.
بعد صدور حكم من المحكمة الدستورية وقانون تشريعي لاحق، أصبحت تايوان أول دولة في آسيا تقنن زواج المثليين في 24 مايو 2019. وبالإضافة إلى ذلك، تعترف كل من إسرائيل بزواج المثليين شريطة ان يكون قد تم عقده في بلدان أخرى تسمح به ولكنها لا تعقده على أراضيها.
تعترف المساكنة غير المسجلة في إسرائيل بالمساكنة غير المسجلة للشركاء المثليين. تمنح معظم المدن والمقاطعات في تايوان وعدة مدن في كمبوديا للشركاء المثليين بعض الحقوق والمزايا المحدودة، بما في ذلك حقوق زيارة المستشفى. تصدر بعض المدن في اليابان شهادات للشركاء المثليين، ومع ذلك فهي شهادات ذات قيمة رمزية فقط. في هونغ كونغ، يمكن للشركاء المثليين من المقيمين الحصول على التأشيرات الزوجية والفوائد الزوجية.

## الوضع الحالي

### المستوى الوطني
| الحالة القانونية                                                                   | الدولة     | منذ           | التعداد السكاني (آخر تعداد سكاني)             |
| ---------------------------------------------------------------------------------- | ---------- | ------------- | --------------------------------------------- |
| زواج المثليين (بلد واحد)                                                           | تايوان     | 2019          | 23,576,705                                    |
| العدد الإجمالي الفرعي                                                              | —          | —             | 23,576,705 (0.5% من تعداد سكان قارة آسيا)     |
| الاعتراف بزواج المثليين الذي يتم عقده في الخارج بلد واحد)                          | إسرائيل    | 2006          | 8,910,800                                     |
| العدد الإجمالي الفرعي                                                              | —          | —             | 8,910,800 (0.2% من تعداد سكان قارة آسيا)      |
| مساكنة غير مسجلة (بلد 1)                                                           | إسرائيل    | 1994          | 8,910,800                                     |
| العدد الإجمالي الفرعي                                                              | —          | —             | 8,910,800 (0.2% من تعداد سكان قارة آسيا)      |
| العدد الإجمالي                                                                     | —          | —             | 35,457,305 (0.8% من تعداد سكان قارة آسيا)     |
| لااعتراف (42 دولة) * العلاقات الجنسية المثلية غير قانونية                          |            |               |                                               |
| أفغانستان *                                                                        | —          | 31,575,018    |                                               |
| أذربيجان                                                                           | —          | 9,898,085     |                                               |
| البحرين                                                                            | —          | 1,496,300     |                                               |
| بنغلادش *                                                                          | —          | 165,159,000   |                                               |
| بوتان *                                                                            | —          | 727,145       |                                               |
| بروناي *                                                                           | —          | 422,678       |                                               |
| الصين                                                                              | —          | 1,393,970,000 |                                               |
| تيمور الشرقية                                                                      | —          | 1,261,407     |                                               |
| الهند                                                                              | —          | 1,336,740,000 |                                               |
| إندونيسيا                                                                          | —          | 265,015,300   |                                               |
| إيران *                                                                            | —          | 81,773,300    |                                               |
| العراق                                                                             | —          | 39,339,753    |                                               |
| اليابان                                                                            | —          | 126,490,000   |                                               |
| الأردن                                                                             | —          | 10,235,500    |                                               |
| كازاخستان                                                                          | —          | 18,272,400    |                                               |
| الكويت *                                                                           | —          | 4,226,920     |                                               |
| لاوس                                                                               | —          | 4,226,920     |                                               |
| لبنان *                                                                            | —          | 6,093,509     |                                               |
| ماليزيا *                                                                          | —          | 32,663,200    |                                               |
| جزر المالديف *                                                                     | —          | 378,114       |                                               |
| منغوليا                                                                            | —          | 3,225,080     |                                               |
| ميانمار                                                                            | —          | 53,862,731    |                                               |
| نيبال                                                                              | —          | 29,218,867    |                                               |
| كوريا الشمالية                                                                     | —          | 25,610,672    |                                               |
| عمان *                                                                             | —          | 4,633,752     |                                               |
| باكستان *                                                                          | —          | 201,938,000   |                                               |
| الفلبين                                                                            | —          | 106,438,000   |                                               |
| قطر *                                                                              | —          | 2,675,522     |                                               |
| روسيا                                                                              | —          | 2,450,285     |                                               |
| المملكة العربية السعودية *                                                         | —          | 33,413,660    |                                               |
| سنغافورة *                                                                         | —          | 5,612,253     |                                               |
| كوريا الجنوبية                                                                     | —          | 51,635,256    |                                               |
| سريلانكا *                                                                         | —          | 21,444,000    |                                               |
| سوريا *                                                                            | —          | 18,284,407    |                                               |
| طاجيكستان                                                                          | —          | 8,931,000     |                                               |
| تايلاند                                                                            | —          | 69,183,173    |                                               |
| تركيا                                                                              | —          | 80,810,525    |                                               |
| تركمانستان                                                                         | —          | 5,851,466     |                                               |
| الإمارات العربية المتحدة *                                                         | —          | 9,541,615     |                                               |
| أوزبكستان *                                                                        | —          | 32,653,900    |                                               |
| فيتنام                                                                             | —          | 94,660,000    |                                               |
| اليمن                                                                              | —          | 28,915,284    |                                               |
| العدد الإجمالي الفرعي                                                              | —          | —             | 4,567,889,853 (98.7% من تعداد سكان قارة آسيا) |
| حظر دستوري على زواج المثليين (4 * دول تعترف بزواج المثليين الذي تم عقده في الخارج. | كمبوديا    | 1993          | 16,069,921                                    |
| حظر دستوري على زواج المثليين (4 * دول تعترف بزواج المثليين الذي تم عقده في الخارج. | أرمينيا *  | 2015          | 2,969,800                                     |
| حظر دستوري على زواج المثليين (4 * دول تعترف بزواج المثليين الذي تم عقده في الخارج. | قيرغيزستان | 2016          | 6,309,300                                     |
| حظر دستوري على زواج المثليين (4 * دول تعترف بزواج المثليين الذي تم عقده في الخارج. | جورجيا     | 2018          | 3,729,600                                     |
| العدد الإجمالي الفرعي                                                              | —          | —             | 29,078,621 (0.6% من تعداد سكان قارة آسيا)     |
| العدد الإجمالي                                                                     | —          | —             | 4,596,968,474 (99.3% من تعداد سكان قارة آسيا) |

### الدول المعترف بها جزئيا والدول المتنازع عليها
| الحالة القانونية                                        | الدولة                  | منذ  | التعداد السكاني (آخر تعداد سكاني)        |
| ------------------------------------------------------- | ----------------------- | ---- | ---------------------------------------- |
| لااعتراف (3 دول) * العلاقات الجنسية المثلية غير قانونية | أبخازيا                 | —    | 242,862                                  |
| لااعتراف (3 دول) * العلاقات الجنسية المثلية غير قانونية | أوسيتيا الجنوبية        | —    | 53,532                                   |
| لااعتراف (3 دول) * العلاقات الجنسية المثلية غير قانونية | فلسطين *                | —    | 4,780,978                                |
| العدد الإجمالي الفرعي                                   | —                       | —    | 5,077,372 (0.1% من تعداد سكان قارة آسيا) |
| حظر دستوري على زواج المثليين (1 دولة)                   | جمهورية مرتفعات قرة باغ | 2006 | 150,932                                  |
| العدد الإجمالي الفرعي                                   | —                       | —    | 150,932 (0.003% من تعداد سكان قارة آسيا) |
| العدد الإجمالي                                          | —                       | —    | 5,228,304 (0.1% من تعداد سكان قارة آسيا) |

## التشريعات المستقبلية والتحديات القضائية

### زواج المثليين
اليابان: في ديسمبر 2018، أعلن الحزب الديمقراطي الدستوري أنه سيقدم مشروع قانون لتعديل القانون المدني للسماح بزواج المثليين في وقت ما في عام 2019. في 3 يونيو 2019، قدم مشروع القانون من قبل الحزب الديمقراطي الدستوري، الحزب الشيوعي الياباني وأحزاب أخرى. يسعى مشروع القانون إلى تبني لغة محايدة مع استخدام المصطلحين «طرف الزواج» بدلاً من «الزوج» و «الزوجة»، في حين سيتم استبدال «الأب والأم» بعبارة «الوالدين».
 هونغ كونغ: في يناير 2019 وافقت المحكمة العليا في هونغ كونغ العليا على سماع تحدي لرفض المدينة الاعتراف بزواج المثليين. وقد قام طالب من جامعة هونغ كونغ، يُعرف باسم "TF"، وناشط يبلغ من العمر 31 عامًا، يُعرف باسم "STK" برفع التحدي القانوني، حيث قالا إن عدم قدرة الشركاء المثليين على الزواج ينتهك حقهم في المساواة بموجب قوانين ميثاق حقوق هونغ كونغ والقانون الأساسي لهونغ كونغ. أعطى القاضي في القضية طلب الترخيص لكي يتم الاستماع إليها من قبل المحكمة، على الرغم من تأجيله لسماع قضية أخرى أولا
 الهند: لاتمتلك الهند قانون زواج مدني مقنن. مسودة القانون المدني الموحد التي تم اقتراحها في عام 2017 من شأنها تقنين زواج المثليين. كم هنالك أيضًا العديد من الالتماسات القضائية للسماح بتقنين زواج المثليين أمام المحاكم.
 الصين: في 5 يناير / كانون الثاني 2016، وافقت محكمة في تشانغشا، في مقاطعة خونان، على سماع دعوى قضائية رفعت في ديسمبر/كانون الأول 2015 ضد مكتب الشؤون المدنية في إقليم فورونغ. وقد رفعت الدعوى من قبل سون وينلين (26 عاما)، الذي تم رفض السماح له بالزواج من شريكه هو مينغليانغ البالغ من العمر 36 عاما، في حزيران/يونيو 2015 من قبل مكتب الشؤون المدنية. في 13 أبريل 2016، مع وجود مئات من أنصار زواج المثليين في الخارج خارجها، حكمت محكمة تشانغشا ضد سون، الذي أعلن أنه سيستأنف الحكم.
 نيبال: في 17 نوفمبر 2008، حكمت المحكمة العليا في نيبال لصالح زواج المثليين وأوصت البرلمان بتشكيل لجنة للنظر في الأمر. في أكتوبر/تشرين الأول 2016، أنشأت وزارة شؤون المرأة والطفل والرعاية الاجتماعية لجنة بغرض إعداد مشروع قانون حول هذه المسألة.
 كوريا الجنوبية: في تموز/يوليو 2015، رفع كيم جو كوانغ سو وشريكه كيم سونغ هوان دعوى قضائية للحصول على وضع قانوني لزواجهما، بعد رفض السلطات المحلية في سول استمارة تسجيل الزواج. في 25 مايو 2016، حكمت محكمة سول الغربية المحلية ضد الزوجين وجادلت بأنه من دون تشريع واضح، لا يمكن الاعتراف باتحاد مثلي على أنه زواج. سرعان ما تقدم الزوجان باستئناف ضد حكم محكمة المقاطعة. في 5 ديسمبر 2016، أيدت محكمة الاستئناف حكم المحكمة المحلية، ووجدت أنه لم يكن فيه عيوب قانونية. أعلن الشريكان لاحقا أنهما سيحيلان قضيتهما إلى المحكمة العليا.

### أشكال أخرى للاعتراف القانوني غير زواج المثليين
هونغ كونغ: في يونيو 2018، رفعت امرأة من هونغ كونغ تعرف باسم "MK" دعوى قضائية ضد حكومة هونغ كونغ لإنكارها الحق في الدخول في شراكة مدنية مع شريكتها، معتبرة أن حقوقها في الخصوصية والمساواة تم انتهاكها، مايعني خرقا للقانون الأساسي، والدستور الصغير للمدينة، ووثيقة حقوق هونغ كونغ. واستمعت المحكمة العليا في هونغ كونغ للقضية في جلسة استناع أولية موجزة دامت 30 دقيقة في أغسطس عام 2018. تم الاستماع إلى القضية في 28 مايو 2019.
 الفلبين: في أكتوبر 2016، أعلن رئيس مجلس النواب بانتاليون ألفاريز أنه سيقدم مشروع قانون لتقنين على الاتحادات المدنية لكل من الشركاء المغايرين والشركاء المثليين. في 25 أكتوبر 2016، أشار أكثر من 150 برلمانيا إلى دعمهم لمشروع القانون. قدم ألفاريز مشروع الشراكة المدنية في 10 أكتوبر 2017.
 تايلند: في عام 2017، ردت حكومة تايلند بشكل إيجابي على عريضة وقعها 60.000 شخص تدعو إلى تقنين الشراكات المدنية للشركاء المثليين. وأكدت بيتيكان سيثيديج، المديرة العامة لإدارة حماية الحقوق والحريات بوزارة العدل، أنها تلقت العريضة وبأنها ستبذل كل ما في وسعها لإصدار قانون في أقرب وقت ممكن. اجتمعت وزارة العدل في 4 مايو 2018 لبدء المناقشات حول مشروع قانون الشراكة المدنية، بعنوان قانون تسجيل شراكة مثلية مدى الحياة . وبموجب مشروع القانون، سيتمكن الشركاء المثليون من تسجيل أنفسهم على أنهم «شركاء مدى الحياة»، وسيتم منحهم العديد من حقوق الزواج، بما في ذلك حقوق التبني الكاملة. تمت مناقشة مشروع القانون في جلسات استماع علنية بين 12 و 16 نوفمبر، وكان من المتوقع تقديمه إلى مجلس الوزراء بحلول نهاية الشهر. في 25 ديسمبر 2018، وافق مجلس الوزراء على مشروع القانون، الذي يمنح الشركاء المثليين العديد من حقوق الزواج، بما في ذلك تبني الأطفال. سيتم تقديم مشروع القانون في البرلمان.

## الرأي العام
| الدولة         | مؤسسة استطلاع الرأي    | السنة | مع  | ضد  | محايد | هامش الخطأ | المصدر        |
| -------------- | ---------------------- | ----- | --- | --- | ----- | ---------- | ------------- |
| أرمينيا        | مركز بيو للأبحاث       | 2015  | 3%  | 96% | 1%    | ±3%        | [ 43 ] [ 44 ] |
| كمبوديا        | تي ان أس كمبوديا       | 2015  | 55% | 30% | 15%   | —          | [ 45 ]        |
| الصين          | إيبسوس                 | 2015  | 29% | 51% | 20%   | —          | [ 46 ]        |
| جورجيا         | مركز بيو للأبحاث       | 2016  | 3%  | 95% | 2%    | ±4%        | [ 43 ] [ 44 ] |
| الهند          | مود أوف ثي نايشون      | 2019  | 24% | 62% | 14%   | —          | [ 47 ] [ 48 ] |
| إسرائيل        | هيدوش                  | 2019  | 55% | 45% | —     | —          | [ 50 ]        |
| اليابان        | أن أيتش كاي            | 2017  | 51% | 41% | 8%    | —          | [ 51 ]        |
| كازاخستان      | مركز بيو للأبحاث       | 2016  | 7%  | 89% | 4%    | —          | [ 43 ] [ 44 ] |
| الفلبين        | أس دبليو أس            | 2018  | 22% | 61% | 16%   | —          | [ 52 ]        |
| روسيا          | اف او ام               | 2019  | 7%  | 87% | 6%    | —          | [ 53 ]        |
| سنغافورة       | اي بي اس               | 2019  | 27% | 60% | 13%   | —          | [ 54 ]        |
| كوريا الجنوبية | غالوب كوريا            | 2017  | 41% | 52% | 6%    | —          | [ 55 ]        |
| تايوان         | تريند سيرفي أند ريسرتش | 2016  | 52% | 43% | 5%    | —          | [ 56 ]        |
| تركيا          | إيبسوس                 | 2015  | 27% | 44% | 29%   |            | [ 46 ]        |
| تايلاند        | يوغوف                  | 2019  | 63% | 11% | 27%   | —          | [ 57 ]        |
| فيتنام         | إي أس إي إي            | 2014  | 34% | 53% | 13%   | —          | [ 58 ]        |

| الإقليم   | مؤسسة استطلاع الرأي | السنة | مع  | ضد  | محايد | هامش الخطأ | المصدر |
| --------- | ------------------- | ----- | --- | --- | ----- | ---------- | ------ |
| هونغ كونغ | سي سي بي إل         | 2018  | 50% | 33% | 17%   | —          | [ 59 ] |

في عام 2019، وجد استطلاع أجرته مجلة ذي إيكونوميست أن 45% من الذين تم استطلاعهم في منطقة آسيا والمحيط الهادئ يعتقدون أن زواج المثليين أمر لا مفر منه في المنطقة، مع اختلاف 31% من الذين تم استطلاعهم. أيضًا، أفاد 3/4 الذين شملهم الاستطلاع عن وجود مناخ أكثر انفتاحًا لحقوق المثليين مقارنةً قبل ثلاث سنوات. من بين أولئك الذين أبلغوا عن تحسن المناخ بالنسبة للأشخاص المثليين، أشار 38% إلى حدوث تغيير في السياسات أو القوانين، بينما قال 36% إن تغطية قضايا المثليين في وسائل الإعلام الرئيسية كانت عاملاً رئيسًا. كان السبب الأهم الذي قيل عن سبب تناقص الانفتاح هو الدعوة المناهضة لمجتمع المثليين من قبل المؤسسات الدينية.